# Semecarpus paucinervius
Semecarpus paucinervius là một loài thực vật thuộc họ Anacardiaceae. Đây là loài đặc hữu của Philippines.